# Svatba (Sokolović)
Svatba (v srbsko-anglickém originále Svadba – Wedding) je opera srbsko-kanadské skladatelky Any Sokolovićové z roku 2010. Libreto sestavila skladatelka z tradičních lidových srbských textů doprovázejících svatební obřady; opera je komponována pro šest ženských hlasů a cappella. Premiéru měla 24. června 2011 v torontském divadle Berkeley Street Theatre Downstairs v podání divadelní společnosti Queen of Puddings Music Theatre.

## Vznik, charakteristika a historie
Hudební skladatelka Ana Sokolovićová pochází ze Srbska. V mládí emigrovala do Kanady, avšak v jejích kompozicích se moderní styl často obohacuje o balkánské folklórní prvky. Nejsoustavněji se k nim obrátila ve své třetí opeře s názvem Svatba (první dvě byly Půlnoční soud – The Midnight Court z roku 2005 podle slavné irské komické básně Briana Merrimana a Milostné písně – Love Songs z roku 2008).
Stejně jako předchozí dvě opery vznikla Svatba na zakázku torontské divadelní společnosti Queen of Puddings Music Theatre. Zakázka zněla na operu pro šest ženských hlasů, námět a zpracování jsou dílem skladatelky.
Libreto je z největší části sestaveno z textů srbských lidových písní a říkadel souvisejících se svatbou, ty jsou však „představeny v novém kontextu pro naši současnou kulturu“. Opera nemá děj ve vlastním slova smyslu: zachycuje přípravu nevěsty Milici – za škádlení, povzbuzování a utěšování jejích pěti družiček – na svatbu od bujarého předsvatebního večera přes obřad koupele po ranní přípravu na cestu k oltáři, zahrnující definitivní rozloučení s dosavadní rodinou a přáteli. Textově a hudebně jsou popisovány různé nálady, „[o]bavy, pochybnosti, nejistota – ale i radostné očekávání, milostná touha a naděje“. Sokolovićová o svém záměru napsala: „Svatba je důležitým předělem v životě každé ženy, který je obvykle ponořen do tradic a vždy představuje změnu a rozcestí. Milicin rituál přechodu je do univerzální, je to archetyp lidské zkušenosti. Svatba nabízí možnost pohroužit se do kvality a bohatosti tohoto krátkého, ale rozhodujícího okamžiku.“ Při kompozici se inspirovala srbskou lidovou hudbou, ale také výšivkami, tapisériemi, zvukem srbského jazyka a historickými a mytickými postavami. I když jde o předsvatební noc, je zde láska adresována jen nepřímo – oproti skladatelčině předchozí opeře Milostné písně, jíž byla láska hlavním tématem. Sokolovićová věnovala tuto operu svým rodičům.
I když lze v hudbě Svatby zaznamenat vliv srbského folklóru, zdůrazňuje Sokolovićová , že „má opera Svatba […] není novou lidovou hudbou“. Slovy českého kritika v Ostravanu Milana Bátory se nejedná o „pseudofolklorní halekačku s nostalgickou atmosférou“; podle něj Sokolovičová ve Svatbě „projektovala svou osobní vizi, která je absolutně přítomná, impulzivní a poctivá“ a „elegantně [se] vyhnula jakémukoli stereotypu“. Operní recenzentka Helena Havlíková na OperaPlus sice řadí Svatbu k neofolklorismu, ale připomíná, že skladatelka „balkánský hudební kolorit modifikuje dnešním „rozpomínáním“ a zkušeností pobytu daleko od původního domova“. Šimon Kořený v HISVoice v hudbě této opery shledává „divokou směsí starodávných tanců, rytmů popové hudby, balkánských melodií i klasické harmonie, sylabických částí atd.“ Z hudebních vlivů Sokolovićové lze poukázat na Igora Stravinského, Luciana Beria nebo György Ligetiho.
Šest postav opery (tři soprány a tři mezzosoprány anebo čtyři soprány a dva mezzosoprány) zpívá a cappella formou „rytmického a melodického vrstvení jednotlivých linií v pestrém tkanivu rytmů pracujících s polyfonickým vedením, ozvěnou i interlockingem čili vzájemným doplňováním oddělených partů“. Jde o vokálně náročné party jako co do intonace a vzájemné koordinace, tak co do interpretačních technik včetně ječení, halekání, nestandardního nasazování tónu, šepotu a dalších efektů, které skladatelka zčásti odvozuje od tradiční hudby balkánského okruhu. Výraznou roli hraje zvuková stránka srbského jazyka: „Přeložit tuto operu do jiného jazyka nelze, srbský text je záminkou pro samotnou hudbu, jíž tento text prošívám. Využila jsem přirozenou hudebnost tohoto jazyka a jeho příznačnost pro hudební tvorbu,“ tvrdí Sokolovićová. Jen vedlejší úlohu, spíše navození zvukové atmosféry než doprovodu, mají hudební nástroje, které představitelky během hry používají – dešťová hůl, tibetská mísa, flétnička, okarína či bubínek, ale i předměty každodenní potřeby jako plastové kelímky a příborové nože.
Kanadský divácký i kritický ohlas na Svatbu byl velmi příznivý. Její přínos vyzdvihl například hudební kritik Jean-Jacques Nattier: „V tom spočívá zásadní příspěvek Sokolovićové: dokázala znovu začlenit zpěv do současných diskusí o opeře. A to nikoli provedením „návratu“, za nímž se příliš často skrývá neotonalita, ale naopak začleněním melodické kontinuity neočekávaných vokálních sonorit, vokálního souboje vymyšlených slov a fonetických her se srbskou abecedou. Tím obnovuje způsob, jakým se píše opera.“ Svatba v Kanadě získala šest nominací na Dora Mavor Moore Awards a vyhrála cenu Vynikající nový muzikál/opera.
Premiéru ve Spojených státech amerických uvedla Peabody Chamber Opear v Baltimore roku 2013. Evropa se seznámila s tímto dílem v inscenaci vytvořené pro festival v Aix-en-Provence roku 2015. Tato inscenace se hrála i na jiných místech, například v Montpellieru, Nantes, Angers, Lublani a Lucemburku. Roku 2016 ji hrála s velkým ohlasem experimentální scéna San Francisco Opera (SF Opera Lab), roku 2017 studenti Hudební konzervatoře Brooklyn College v New Yorku. V roce 2018 Svatbu nastudoval L’Atelier lyrique montrealské opery – tuto inscenaci ocenila Hudební rada Quebecu jako hudební událost roku. – a také Milwaukee Opera Theatre, Bard College v Annandale a Vysoká škola pro hudbu, divadlo a média v Hannoveru. V témže roce byla rovněž koncertně provedena v Permu.
Svatba byla po monoopeře Milostné písně (Love Songs) v roce 2018 druhá opera Any Sokolovićové, která byla provedena v Česku. V rámci bienále Dny nové opery Ostrava (NODO) byla uvedena 28. srpna 2020 na jevišti Divadla Antonína Dvořáka; v rámci celovečerního programu jí předcházela opera Hibiki, hibiki, vzhmoť! Marka Keprta. Šest rolí ve Svatbě ztvárnily členky sboru Národního divadla moravskoslezského. Inscenace byla diváky přijata s nadšením a i čeští recenzenti dílo uvítali a vysoce ocenili hudební nastudování a výkony představitelek. Ostravská inscenace byla zpřístupněna rovněž prostřednictvím livestreamu a zaznamenával ji Český rozhlas.

## Osoby a první obsazení
| osoba                | hlasový obor         | světová premiéra (24. června 2011) | česká premiéra (28. srpna 2020) |
| -------------------- | -------------------- | ---------------------------------- | ------------------------------- |
| Milica, nevěsta      | soprán               | Jacqueline Woodley                 | Markéta Schaffartzik            |
| Danica, družička     | soprán               | Laura Albino                       | Patrícia Smoľáková              |
| Lena, družička       | soprán               | Carla Huhtanen                     | Eva Maria Kořená                |
| Zora, družička       | soprán / mezzosoprán | Andrea Ludwig                      | Ivana Ambrúsová                 |
| Nađa, družička       | mezzosoprán          | Shannon Mercer                     | Lucie Hubená                    |
| Ljubica, družička    | mezzosoprán          | Krisztina Szabó                    | Tetiana Hryha                   |
| Hudební nastudování: | Hudební nastudování: | Dáirine Ní Mheadhra                | Jurij Galatenko                 |
| Režie:               | Režie:               | Michael Cavanagh                   | Jiří Nekvasil                   |
| Scéna:               | Scéna:               | Michael Gianfresco                 | David Bazika                    |
| Kostýmy:             | Kostýmy:             | …                                  | Marta Roszkopfová               |